# Dischidesia lilliputata
Dischidesia lilliputata är en fjärilsart som beskrevs av Gustave Arthur Poujade 1895. Dischidesia lilliputata ingår i släktet Dischidesia och familjen mätare. Inga underarter finns listade i Catalogue of Life.